# Gournia
Gournia (en grec moderne : Γουρνιά) est un site archéologique minoen situé en Crète, dans le district régional de Lassíthi, à 15 km au nord de Ierápetra. Gournia se situe au sommet d'une colline située à quelques centaines de mètres du golfe de Mirabello. Le site fut fouillé au début du XXe siècle par Harriet Boyd-Hawes.
On ne connaît pas le nom du site à l'époque minoenne. Gournia, signifiant « abreuvoir », fut le nom donné au site après qu'on y a découvert de nombreux réceptacles à eau.

## Histoire
Le site semble avoir été occupé dès le Minoen ancien, et trouve également des traces d'occupation dès les premiers temps du Minoen moyen. Mais c'est au cours du Minoen moyen III ou du Minoen récent que sont construits les principaux bâtiments. La cité est détruite au minoen récent, en même temps que les autres principaux palais de l'île. Le palais mesure 50 mètres de long sur 37 mètres de large.